# Sechsfachbindung

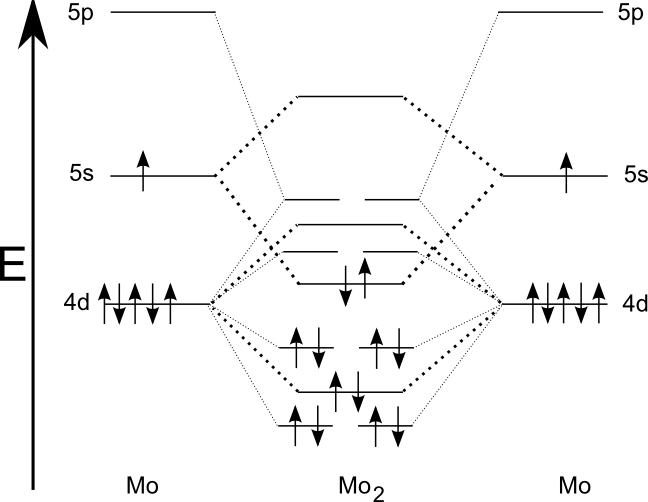
Molekülorbitalschema des Dimolybdänmoleküls. Man erkennt sechs bindende Molekülorbitale.

Eine Sechsfachbindung ist eine chemische Bindung aus sechs bindenden Elektronenpaaren. Theoretisch sind Sechsfachbindungen möglich bei diatomaren Molekülen der 6. Nebengruppe (Dichrom Cr2, Dimolybdän Mo2 und Diwolfram W2) sowie beim Diuran U2. Die Überlappung der Orbitale ist aber zum Teil unvollständig, und es werden teilweise auch antibindende Orbitale besetzt, so dass die tatsächliche effektive Bindungsordnung in keinem dieser Fälle sechs erreicht. Die jeweilige effektive Bindungsordnung ist 3,5 für Cr2, 5,2 für Mo2 und W2 und 4,2 für U2, so dass man allenfalls bei Mo2 und W2 näherungsweise von einer Sechsfachbindung sprechen kann.